# Jentjärnarna (Vännäs socken, Västerbotten, 708604-168546)
Jentjärnarna är en sjö i Vännäs kommun i Västerbotten och ingår i Umeälvens huvudavrinningsområde.